# Schisandra chinensis
Schisandra chinensis (Turcz.) Baill. è una pianta appartenente alla famiglia Schisandraceae.

## Distribuzione e habitat
È originaria dell'Asia nord-orientale, dalla Corea all'estremo Oriente Russo; predilige ambienti umidi.

## Descrizione
È una pianta rampicante dal fusto legnoso che fiorisce in tarda primavera. I fiori, bianchi e molto profumati, maturano in grappoli di frutti rossi durante l'estate.

## Usi
Dai frutti di questa pianta si può ricavare un tè noto come Omija-cha.
Le proprietà di Schisandra chinesis furono scoperte in Cina circa nel 300 a.C., ed era chiamata "Wu We Zi" che significa "bacca dai cinque aromi" per il suo sapore: acido, dolce, amaro, salato e pungente. È anche utilizzata come pianta ornamentale.

## Coltivazione
Non è una pianta esigente, ma cresce meglio su terreni acidi e ben drenati; tollera le temperature sotto i 10 °C ed è molto resistente a parassiti e malattie.